# 요시카와 쇼고
요시카와 쇼고(일본어: 吉川 翔梧, 1995년 4월 8일 ~ )는 일본의 축구 선수이다.

## 구단 경력
과거 츠바이겐 가나자와에서 활동하였다.